# Marysville (Kansas)
Marysville es una ciudad ubicada en el condado de Marshall en el estado estadounidense de Kansas. En el año 2010 tenía una población de 3294 habitantes y una densidad poblacional de 387,53 personas por km².

## Geografía
Marysville se encuentra ubicada en las coordenadas 39°50′41″N 96°38′33″O / 39.84472, -96.64250 (39.844624, -96.642505).

## Demografía
Según la Oficina del Censo en 2000 los ingresos medios por hogar en la localidad eran de $31,250 y los ingresos medios por familia eran $40,427. Los hombres tenían unos ingresos medios de $28,065 frente a los $18,063 para las mujeres. La renta per cápita para la localidad era de $19,196. Alrededor del 8.5% de la población estaban por debajo del umbral de pobreza.